# الأتراك في الكويت
الأتراك في الكويت أو أتراك الكويت هم الأشخاص من تركيا الذين يعيشون في الكويت؛ أو المواطنين الكويتيون من أصول تركية، غالبية الأتراك يعملون في مجالات مختلفة، مثل الحلاقة ومحلات الأثاث وأطباء ومهندسين ورجال أعمال.